# Kreditnehmer
Ein Kreditnehmer ist eine natürliche oder juristische Person, die ein Darlehen (Kredit) bei einem Kreditinstitut oder auch einem anderen Kreditgeber aufnimmt (Kreditvertrag). Aus dem Kreditvertrag entstehen dem Kreditnehmer einerseits Rechte, so kann er die Auszahlung des Darlehens verlangen und gegebenenfalls – nach vollständiger Rückzahlung desselben – Rückgewähr der hingegebenen Sicherheiten fordern. Andererseits ist der Kreditnehmer verpflichtet, die vertraglich geschuldeten Kreditraten gegen die Zahlung von Zinsen zurückzuführen.

## Mitdarlehensnehmer
Kreditnehmer können als Mitdarlehensnehmer auftreten. Ungeachtet der Bezeichnung im Kreditvertrag muss ein Mithaftender für das Kreditinstitut als solcher erkennbar sein (etwa ein sachliches bzw. persönliches Interesse) und sich binden wollen. Abzugrenzen ist gegen den Schuldbeitritt.